# Cincinnati Bengals
Cincinnati Bengals är en professionell klubb i amerikansk fotboll i Cincinnati i Ohio i USA, som spelar i National Football League (NFL), i American Football Conference (AFC) North Division. Klubbens hemmaarena är Paycor Stadium.
Klubben spelade sin första säsong 1968, som en nybildad klubb i American Football League (AFL). Bengals spelade där fram till dess att AFL slogs ihop med NFL inför 1970 års säsong.
Bengals har spelat i tre Super Bowls, men förlorat alla tre.

## Föregångare
Dagens Cincinnati Bengals är inte stadens första proffsklubb inom sporten och inte heller den första med detta namn. Den första proffsklubben från staden var Cincinnati Celts, som spelade drygt tio säsonger med början 1910. Celts spelade en säsong, 1921, i American Professional Football Association (APFA), som året efter bytte namn till NFL. Nästa klubb från Cincinnati att spela i NFL var Cincinnati Reds (1933–1934).
En klubb med namnet Cincinnati Bengals existerade 1937–1941, men spelade inte i NFL utan i andra proffsligor. Den sista av dessa tvingades upphöra med verksamheten på grund av USA:s inträde i andra världskriget.

## Historia
Klubben grundades den 23 maj 1967 som en nybildad klubb (expansion team) i American Football League (AFL), som var en direkt konkurrerande liga till NFL. Första säsongen för Bengals var 1968. De två ligorna gick ihop 1970 och därmed blev Bengals en del av NFL.

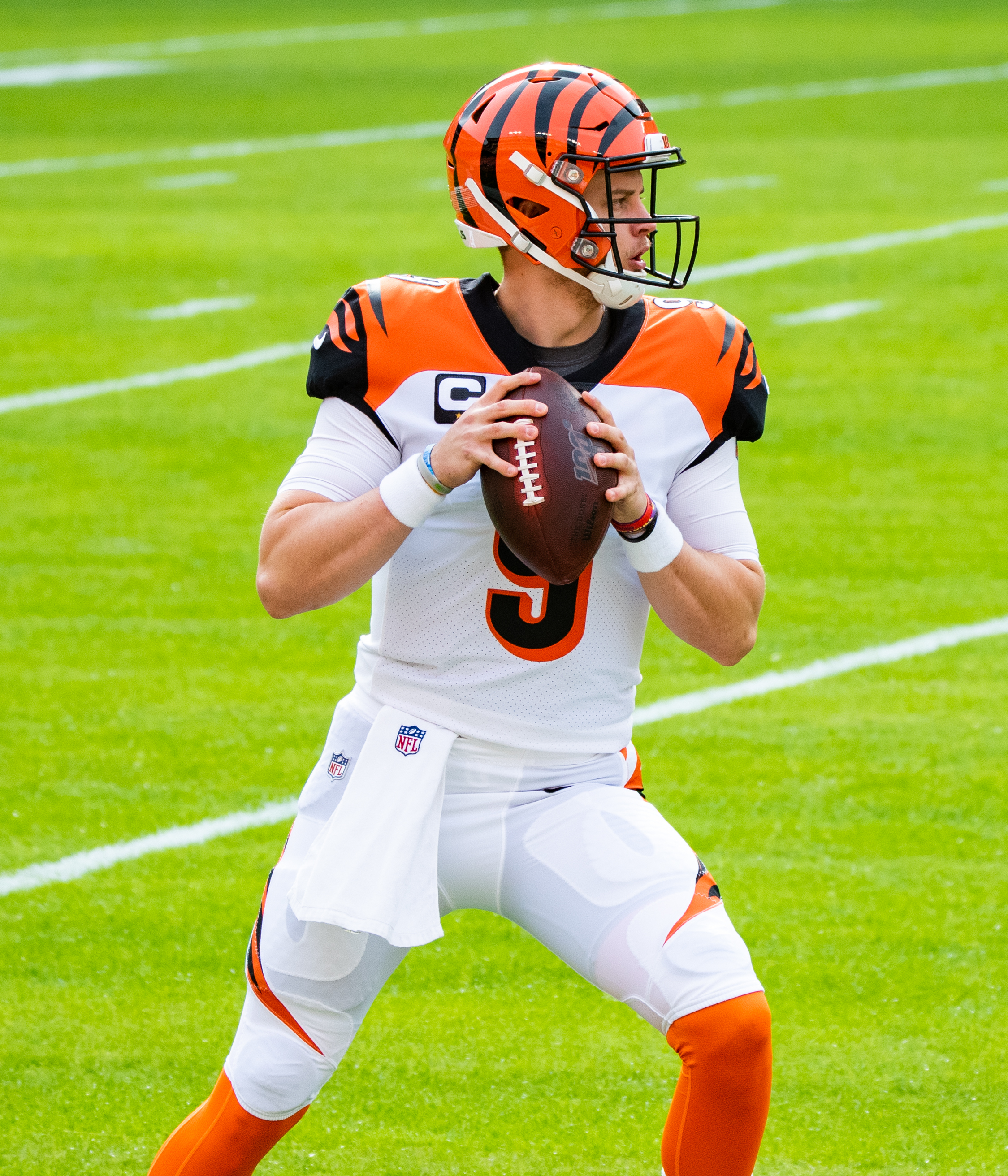
Joe Burrow.

Bengals gick till slutspel tre gånger under 1970-talet, men åkte ut direkt varje gång. Säsongen 1981 gick klubben dock hela vägen till Super Bowl för första gången, men förlorade mot San Francisco 49ers med 21–26. Sju år senare spelade Bengals i Super Bowl för andra gången, men även denna gång blev det förlust mot 49ers, med 16–20.
Bengals hade en mycket tung period under 1990-talet och början av 2000-talet. Under de 14 säsongerna från och med 1991 till och med 2004 hade klubben inte en enda säsong där man vann fler matcher än man förlorade och något slutspel blev det inte under dessa säsonger för klubben. Därefter gick det bättre och under de följande elva säsongerna missade Bengals slutspelet bara fyra gånger. Det blev dock respass redan i första slutspelsomgången alla sju gångerna.
Efter att ha missat slutspelet fem säsonger i rad 2016–2020 gick Bengals till slutspel säsongen 2021 och i första omgången kom klubbens första slutspelsvinst på 31 år, den längsta sådana sviten i NFL vid tillfället. Bengals gick hela vägen till Super Bowl, men precis som vid de två tidigare tillfällena blev det förlust, när Los Angeles Rams vann med 23–20.

## Hemmaarena

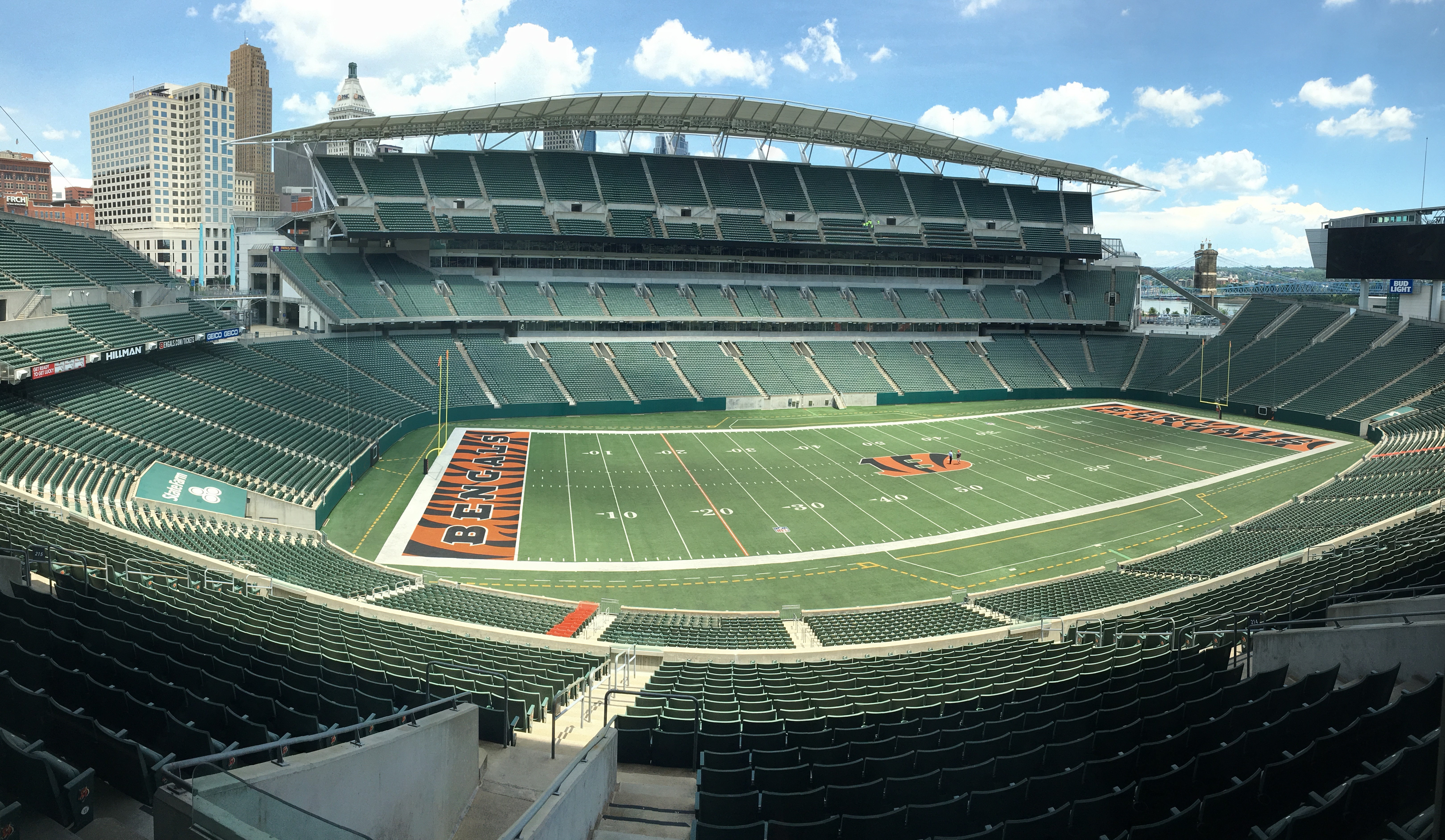
Paycor Stadium, då kallad Paul Brown Stadium, 2017.

Bengals har haft Paycor Stadium, tidigare kallad Paul Brown Stadium, som hemmaarena sedan säsongen 2000. Arenan, som har en publikkapacitet på cirka 65 000 åskådare, ligger i centrala Cincinnati vid Ohiofloden, inte långt från basebollarenan Great American Ball Park.
Före flytten till den nuvarande arenan spelade Bengals 30 säsonger på Riverfront Stadium, som också hette Cinergy Field. Den arenan låg precis bredvid där Great American Ball Park ligger nu.
Under Bengals två första säsonger spelade klubben på Nippert Stadium, normalt sett University of Cincinnatis hemmaarena.

## Tävlingsdräkt
- Hemma: Svart tröja, svarta byxor
- Borta: Vit tröja, vita byxor
- Hjälm: Orange med svarta tigerränder

## Super Bowls
Klubben har spelat i tre Super Bowls:
- Super Bowl XVI – förlust mot San Francisco 49ers med 21–26
- Super Bowl XXIII – förlust mot San Francisco 49ers med 16–20
- Super Bowl LVI – förlust mot Los Angeles Rams med 20–23

## Spelare och ledare i Pro Football Hall of Fame

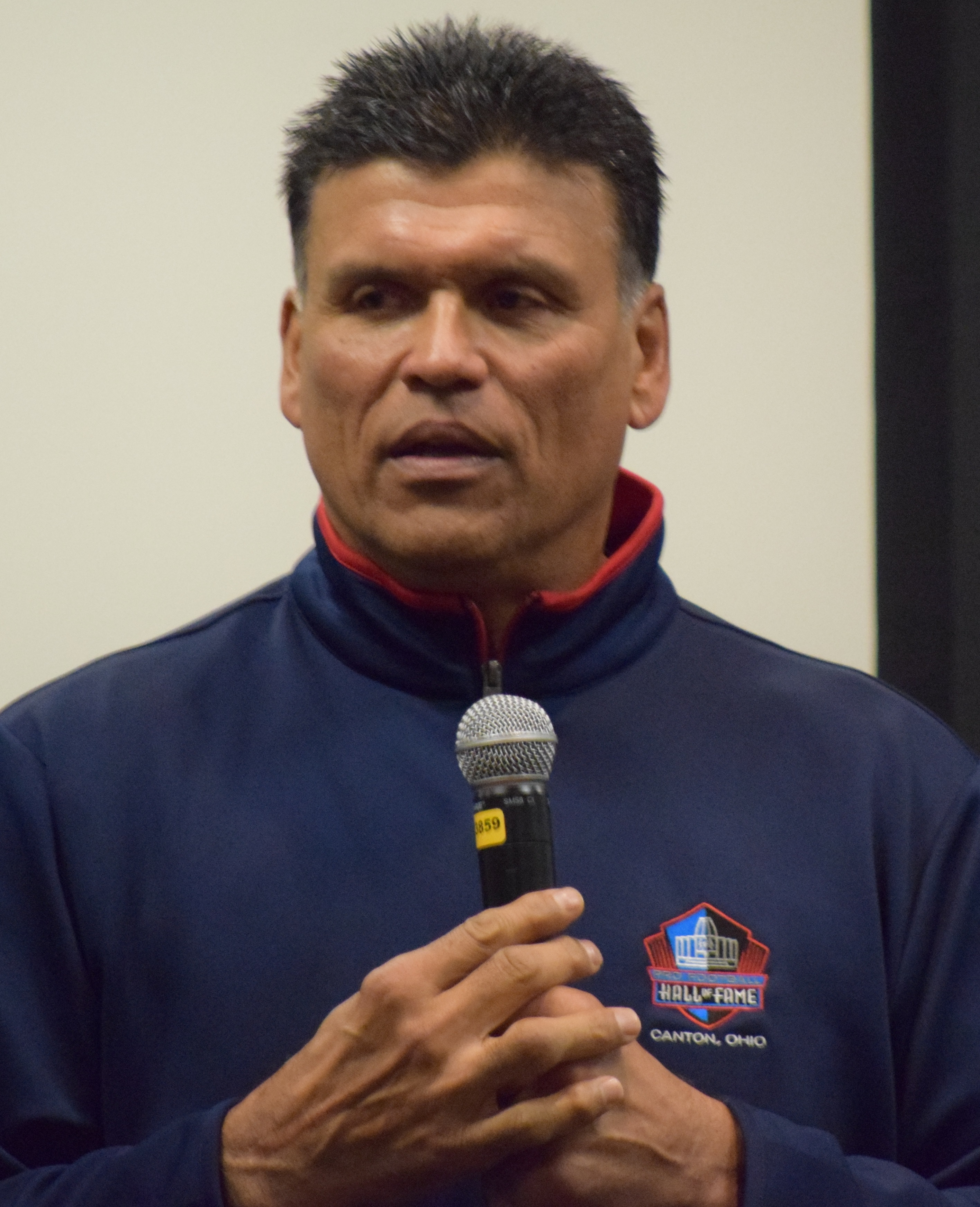
Anthony Muñoz.

Fyra spelare och ledare i Cincinnati Bengals hade till och med 2023 valts in i Pro Football Hall of Fame:
- Charlie Joiner
- Anthony Muñoz
- Terrell Owens
- Ken Riley

## Klubbrekord
| Kategori      | Spelare/ledare | Rekord       | Säsonger  |
| ------------- | -------------- | ------------ | --------- |
| Passningar    | Ken Anderson   | 32 838 yards | 1971–1986 |
| Springspel    | Corey Dillon   | 8 061 yards  | 1997–2003 |
| Mottagningar  | Chad Johnson   | 10 783 yards | 2001–2010 |
| Poäng         | Jim Breech     | 1 151 poäng  | 1980–1992 |
| Tränarvinster | Marvin Lewis   | 131 vinster  | 2003–2018 |